# La Vayssière
Pour les articles ayant des titres homophones, voir Laveyssière et Laveissière.
La Vayssière est un site archéologique gallo-romain sur la commune de L'Hospitalet-du-Larzac (Aveyron). On y a fouillé, entre 1981 et 1985, une nécropole des Ier et IIe siècles apr. J.-C. Dans l'une des tombes a été trouvé le plomb du Larzac, inscription gauloise à caractère magique.

## Localisation
Le site de La Vayssière se trouve au nord du bourg de L'Hospitalet-du-Larzac, à proximité de l'ancienne voie romaine qui menait de Luteva (Lodève) à Condatomagus (Millau).

## Le site archéologique
La présence d'un vicus gallo-romain à cet endroit était connue depuis longtemps par des trouvailles fortuites et des sondages. Cet habitat a été occupé du Ier siècle av. J.-C. au Ve siècle apr. J.-C.

## La nécropole
Une fouille de sauvetage, menée par Alain Vernhet entre 1981 et 1985, a révélé la nécropole de ce vicus, située au nord de l'habitat ; 115 tombes datant des Ier et IIe siècles apr. J.-C. ont été découvertes, pour la plupart à incinération.
L'une de ces tombes, identifiée par le no 71, tombe à incinération, contenait un mobilier assez riche comprenant une quarantaine de vases, dont le plus grand porte sous le pied le mot gemma, gravé après cuisson en cursive latine. À proximité, l'urne cinéraire portait, en guise de couvercle, une plaquette de plomb en deux morceaux ; chacun des deux morceaux porte sur les deux faces une inscription gauloise en cursive latine connue comme le plomb du Larzac. Le mobilier de la tombe permet de la dater d'environ 100 apr. J.-C.